# Castalla
Castalla és una població del País Valencià situada a la comarca de l'Alcoià.

## Geografia
El seu terme té 114,6 km², que s'estén per les serres de l'Arguenya (1.228 m), de Castalla (1.175 m) i del Maigmó (1.296 m) on trobem infinitat de camins per a senderistes i paratges com el Xorret de Catí, el Clot de les Manyes, el Pantanet o l'Avaiol.
Castalla és la capital històrica de la Foia de Castalla, una ampla vall en forma de T orientat cap al sud-est i encaixonat entre diverses formacions muntanyoses. Castalla ocupa la part oest i sud-oest de la Foia on s'enclaven serres com el Maigmó (1296 m), Catí (1260 m) o Arguenya (1230 m).
El clima de la zona es pot enclavar dins d'un clima mediterrani de muntanya mitjana. La temperatura mitjana anual està al voltant dels 13 graus. Les pluges no són abundants, al voltant de 400 mm anuals, si bé els massissos muntanyosos afavoreixen la formació de nuvolositat i de precipitacions locals, les quals augmenten amb l'altitud. Les nevades són freqüents en els dies hivernals dels mesos de gener i febrer.
Es comunica amb Alacant i València per l'autovia A-7.
|                     | Onil Banyeres de Mariola Biar |                 |
| Petrer Villena Saix |                               | Ibi Tibi Xixona |
|                     | Tibi Agost                    |                 |

## Història
Al castell s'han trobat restes del Neolític, del Bronze, dels ibers, dels romans, que l'anomenaren Castra Alta ("fortalesa alta"), i dels àrabs. La població estigué inclosa en la taifa d'Almizra, en la zona de conquesta corresponent al regne aragonès; Jaume I va obtenir la cessió d'aquesta plaça, que era en poder de Ximén Pérez d'Arenós, gendre d'Abu Zayd, antic governador almohade de València, a canvi de les de Xest i Vilamarxant. Fou repoblada amb cristians a causa de la importància estratègica del seu castell, el qual es trobava en una zona fronterera. L'any 1362 Pere II va crear la baronia de Castalla i hom l'atorgà a Raimon Vilanova i Lladró, pertanyent a la família de Maça de Liçana. Finalment, el senyoriu restà vinculat al Marquesat de Dosaigües.
Durant la guerra del Francés fou escenari de dues importants batalles: en la primera, la imperícia del general José O'Donnell y Anhetan, germà del regent Enrique O'Donnell, provocà la desfeta de la tropa espanyola, superior en nombre i armes a la del general Suchet; la seua conseqüència fou la presa de Castalla pels francesos en el mes de juliol del 1812. En la segona batalla, que tingué lloc el 13 d'abril del 1813, la victòria va correspondre a les forces espanyoles dirigides pel general Francisco Javier de Elío, i marcà el principi de la retirada francesa de terres valencianes.

## Orografia
| - Alt de Castillés - Alt de Guerra - Alt de Guisop - Alt de l’Espartosa - Alt de la Carrasqueta - Alt de la Cova - Alt de la Perdigonada - Alt de la Xumenera - Alt de Mossén Francés - Alt del Bubo - Alt del Carrascalet - Alt del Molló - Alt del Pinet - Alt del Racó de l’Espartosa - Alt dels Caragols - Altet de Bastà - Altet de Pasqualet - Altet del Biscaio - Altet dels Argamells - Altet dels Teipons - Cabecets dels Campellos - Cabeço de Davant de Casa | - Cabeço de Favanella - Cabeço de Fontés - Cabeço de l’Ombria de Santonja - Cabeço de la Cantera - Cabeço de les Raboses - Cabeço de Montero - Cabeço de Penadesa - Cabeço del Pla - Cabeço del Racó de Pellisser - Cabeço Paella - Cantal del Llamp - Canyada del Soldat - Caps de Fontés - Collado d’Eixau - Collado de l’Arguenya - Collado de la Sella - Collado de les Fermoses - Collado de Roque - Collado del Buitre - Cova del Forcall - Cova del Tio Melcior - el Cripriato | - el Despenyador - el Maigmó - el Maigmonet - la Replana - la Serratella - les Ombrietes - Lloma de la Vinya - Lloma del Carro - Lloma del Puntal - Lloma del Veí - Lloma Grossa - Lloma Llarga - Ombria de la Foia - Ombria de Puça - Ombria Espessa - Ombries de la Font del Llop - Penya de l’Àguila - Penya del Soldat - Penya dels Col·legials - Penyes de Litero - Penyes del Quixal - Penyes del Soldat | - Pic del Flare - Pinar de l’Ombria - Pinar del Flare - Pla de Mola - Planet Blanc - Planet de Joan - Puntal d’Amorós - Puntal de la Paradeta - Puntal dels Carros - Replana del Carrascal - Serra de Carrion - Serra de Castalla - Serra de l’Arguenya - Serra del Carrascalet - Serra del Flare - Serra del Maigmó - Serra dels Madronyals - Solana d’Eixau - Solanes del Barranc de Saix - Tallat del Despenyador |

## Hidrografia natural
| - Barranc Ample - Barranc d’Eixau - Barranc d’Escurina - Barranc d’Ibi - Barranc de Carrion - Barranc de Catí - Barranc de Junesa - Barranc de l’Aigüeta Amarga - Barranc de l’Aljub - Barranc de l’Enguer - Barranc de l’Esquerra del Saltet | - Barranc de la Bodegueta - Barranc de la Caldera - Barranc de la Caseta de l’Àngel - Barranc de la Cava - Barranc de la Fita del Terme - Barranc de la Font de Melisseta - Barranc de la Fusta - Barranc de la Paradeta - Barranc de la Solaneta - Barranc de les Covetes - Barranc de les Penyes del Quixal | - Barranc de les Solsides - Barranc de Litero - Barranc de Marco - Barranc de Peret - Barranc de Saix - Barranc de Sasteu - Barranc de Vivens - Barranc de Xorrillo - Barranc del Clot del Moro - Barranc del Collado - Barranc del Collado de Roque | - Barranc del Negre - Barranc del Pla de les Caves - Barranc del Puntal Pelat - Barranc del Quixal - Barranc del Salt de la Mula - Barranc del Saltet - Font de Fontés - Font de la Carrasca - Font de Pellisser - Font del Llop - Font del Manco | - Font dels Campellos - Naiximent del Mas de la Torreta - Rambla de Cànyoles - Rambla de Castalla - Rambla de la Foia - Rambla de Puça - Rambla del Llentisclar - Riu Verd - Xorret de Catí - Xorrets dels Paians |

## Demografia
La població, des del 1950 ha anat augmentant constantment. El 1970 tenia 5.799 habitants (castalluts o castelluts); en el 2003, 7.940; i en 2005, 9200.
Darrerament l'urbanisme ha crescut amb la construcció d'habitatges de segona residència, i la seua població s'està incrementant notablement amb residents comunitaris, principalment britànics, i de fora de la UE (magribins i sud-americans).
| Població | 2.944 | 4.127 | 4.285 | 4.308 | 4.113 | 3.972 | 4.202 | 4.514 | 4.102 | 5.799 | 6.594 | 7.205 | 7.735 | 9.331 | 9.673 | 10.021 | 10.327 |

## Economia
Com a la resta de la Foia i de l'comarca hi ha una economia consolidada en diferents sectors industrials, com ara la construcció, el moble, l'hostaleria, el tèxtil i, sobretot, la fabricació de joguines. Quant a l'agricultura, gran part del terme està dedicat al secà, ametla, olivera i vinya.

## Política i govern

### Composició de la Corporació Municipal
El Ple de l'Ajuntament està format des de 2019 per 13 regidors, 4 menys que en 2015, a causa de la pèrdua de població. En les eleccions municipals de 26 de maig de 2019 foren elegits 6 regidors de Ciutadans - Partit de la Ciutadania (Cs), 3 d'Esquerra Unida per Castalla (Compromís+EUPV), 2 del Partit Socialista del País Valencià (PSPV-PSOE) i 2 del Partit Popular (PP).
| Eleccions municipals de 26 de maig de 2019 - Castalla |                                          |                                     |                                     |        |          |          |
| Candidatura | Candidatura                              | Candidatura                         | Cap de llista                       | Vots   | Vots     | Regidors |
| | Ciutadans - Partit de la Ciutadania      |                                     | Antonio Bernabeu Bernabeu           | 2.214  | 42,11%   | 6 (+1)   |
| | Esquerra Unida per Castalla              |                                     | Luz Monllor Mollà                   | 1.255  | 23,87%   | 3 (-1)   |
| | Partit Socialista del País Valencià-PSOE |                                     | Teresa Gimeno Piña                  | 794    | 15,10%   | 2 (-2)   |
| | Partit Popular                           |                                     | María Magdalena Berenguer Berbegal  | 674    | 12,82%   | 2 (-2)   |
| | Altres candidatures                      |                                     |                                     | 244    | 4,64%    | 0        |
| | Vots en blanc                            |                                     |                                     | 77     | 1,46%    |          |
| Total vots vàlids i regidors | Total vots vàlids i regidors             | Total vots vàlids i regidors        | Total vots vàlids i regidors        | 5.258  | 100 %    | 13 (-4)  |
| | Vots nuls                                | Vots nuls                           | Vots nuls                           | 107    | 1,99%    |          |
| Participació (vots vàlids més nuls) | Participació (vots vàlids més nuls)      | Participació (vots vàlids més nuls) | Participació (vots vàlids més nuls) | 5.365  | 67,37%** |          |
| Abstenció | Abstenció                                | Abstenció                           | Abstenció                           | 2.599* | 32,63%** |          |
| Total cens electoral | Total cens electoral                     | Total cens electoral                | Total cens electoral                | 7.964* | 100 %**  |          |
| Alcalde: Antonio Bernabeu Bernabeu (Cs) (15/06/2019) Per majoria absoluta dels vots dels regidors (8 vots: 6 de Cs i 2 de PP)                                |                                          |                                     |                                     |        |          |          |
| Fonts: Ministeri de l'Interior, Junta Electoral de Zona de Villena. Periòdic Ara. (* No són vots sinó electors. ** Percentatge respecte del cens electoral.) |                                          |                                     |                                     |        |          |          |

### Alcaldes
Des de 2015 l'alcalde de Castalla és Antonio Bernabeu Bernabeu de Cs.
| Període                       | Alcalde o alcaldessa                        | Partit polític | Data de possessió     | Observacions       |
| ----------------------------- | ------------------------------------------- | -------------- | --------------------- | ------------------ |
| 1979–1983                     | Vicente Berbegal Pérez                      | UCD            | 19/04/1979            | --                 |
| 1983–1987                     | José Vicente Ripoll González                | PSPV-PSOE      | 28/05/1983            | --                 |
| 1987–1991                     | Juan Rico Rico                              | AP             | 30/06/1987            | --                 |
| 1991–1995                     | Juan Rico Rico                              | PP             | 15/06/1991            | --                 |
| 1995–1999                     | Juan Rico Rico                              | PP             | 17/06/1995            | --                 |
| 1999–2003                     | Juan Rico Rico                              | PP             | 03/07/1999            | --                 |
| 2003–2007                     | Juan Rico Rico                              | PP             | 14/06/2003            | --                 |
| 2007–2011                     | José Luis Prats Hernández                   | PP             | 16/06/2007            | --                 |
| 2011–2015                     | Maite Gimeno Piña Juan Antonio Candela Rico | PSPV-PSOE PP   | 11/06/2011 22/05/2013 | Moció de censura - |
| 2015–2019                     | Antonio Bernabeu Bernabeu                   | C's            | 13/06/2015            | --                 |
| 2019-2023                     | Antonio Bernabeu Bernabeu                   | Cs             | 15/06/2019            | --                 |
| Des de 2023                   | n/d                                         | n/d            | 17/06/2023            | --                 |
| Fonts: Generalitat Valenciana |                                             |                |                       |                    |

## Edificis d'interés

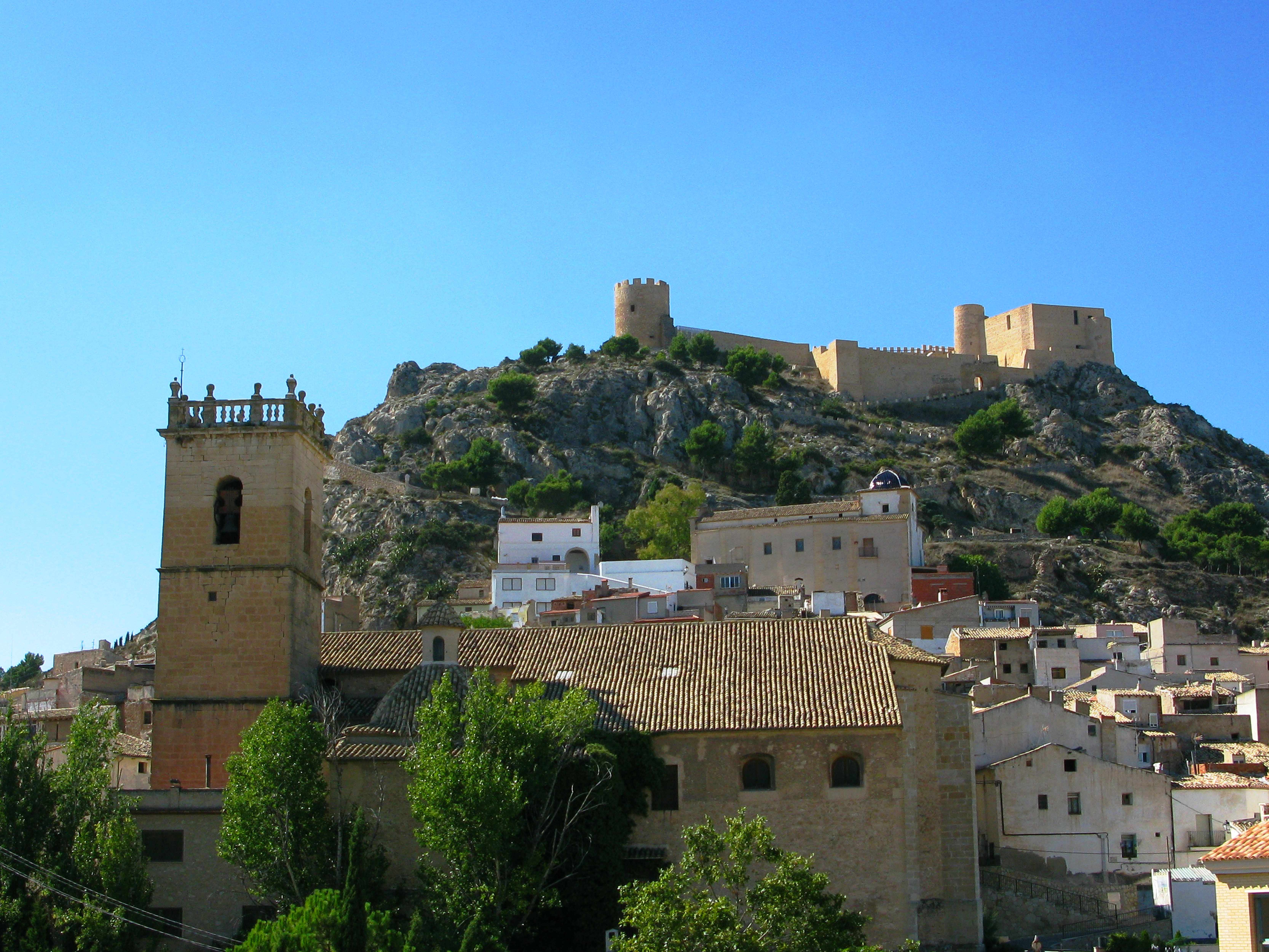
Església, ermita i castell de Castalla.

El poble conserva el traçat de carrers estrets i costeruts, com el de les Tronetes o el Major, plens de casalots nobiliaris dels segles xvii, xviii i xix. Els monuments més rellevants són: 
- Castell: construït entre els segles xi i xvi. Actualment es troba restaurat. Del castell cal destacar l'enorme mola que forma l'anomenada "'Torre Grossa" o Torre de l'Homenatge, conservada de forma acceptable. Del pati d'armes destaquen la seua gran extensió, restes de muralles emmerletades, cos de guàrdia, etc. Amb tot, el més espectacular fou el conjunt anomenat "Palau", que conté edificis que van d'ençà el segle xiii fins al xv d'entre els quals destaca l'anomenada "Torre Prima" i l'enorme sala voltada rectangular.
- Església de l'Assumpció. Bastida en 1572, en estil gòtic valencià, amb una única i enorme volta central.
- Ajuntament: És un edifici d'estil renaixentista, amb les característiques pròpies de les construccions civils de l'època a València: façana de pedra picada, planta baixa amb tres arcs de mig punt que servien de llotja, planta superior amb deu finestres d'arc de mig punt, etc. La cronologia de la seua construcció cal situar-la a mitjans del segle xvii.
- Convent dels Franciscans: De 1810, d'estil neoclàssic. El claustre fou derruït arran de la desamortització de Mendizábal.
- Ermita de la Sang: edifici religiós d'estil gòtic primitiu, de la segona meitat del segle xiii. Consta d'una única nau central formada per enormes arcs ogivals, formers i capelles laterals emplaçades entre contraforts. El sostre és d'enteixinat. Va ser l'església de Castalla fins al segle xvi, quan es va construir l'actual església i va passar a ser seu de la Confraria de la Sang i dipositària de la imatge de la Mare de Déu de la Soledat, patrona de la localitat.
- Ermita de Sant Pasqual.
- Museu del Fester.
- D'entre els diversos casals blasonats de la ciutat esmentem la Casa Reial on diu la tradició que es va allotjar Jaume I.

## Festes

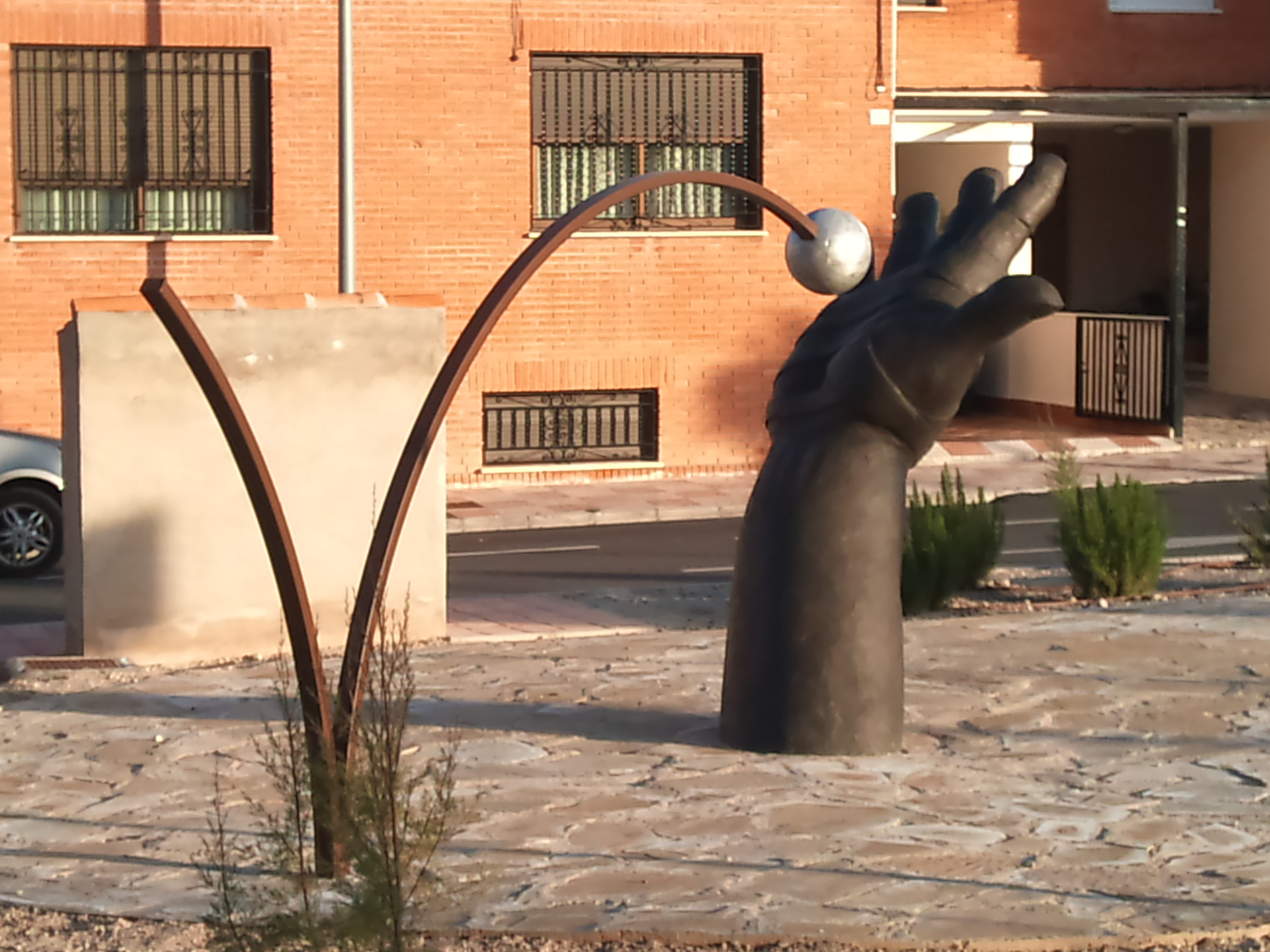
Monument a la Pilota Valenciana.

D'entre les moltes festes que s'hi celebren destaca la de Moros i Cristians que es fa a principis de setembre.
L'agost, sobre el dia 16, corre la vaqueta pels carrers del poble, festa que se celebra en honor de Sant Roc, patró de la localitat.
A més es realitzen una sèrie de festes populars com són les fogueres de Sant Francesc, també Sant Pascual i el Bouet de la Sang

## Gastronomia
Castalla és el bressol del gaspatxo que es degusta arreu de la Foia i de totes les comarques del sud, però també cal parar esment en la borreta de bacallà, l'arròs amb conill, el putxero de fassedures o l'arròs de la muntanya, adobats tots ells amb l'oli que s'hi produeix i regat amb el vi Castillo de Castalla de producció local.

## Persones il·lustres
És la ciutat natalícia d'una de les més insignes figures de les lletres catalanes del segle xx: Enric Valor, qui va morir el 13 de gener de 2000.